# Szent Vulsztán
Worcesteri Szent Vulsztán (angolul: Wulfstan), (Warwickshire, 1008 – Worcester, 1095. január 20.) szentként tisztelt középkori angol püspök, az utolsó angolszász szent.
Angolszász főnemesi családból származott, ennek ellenére már fiatalon jámbor életet élt. Egy fiatalkori története szerint egyszer egy kísértése során egyedül menekült az erdőbe, és ott imádkozott „vére lecsillapításért” egy egész éjszakán át. Szülei halála után kolostorba lépett, később pap, szerzetes, végül 1062-ben Worcester püspöke lett. Az 1066-os normann hódítás idején nem hagyta el az országot, és azzal nyugtatta a leigázott angolszászokat, hogy „egyik rossz népet a másik rossz néppel ostorozza Isten.” Ugyanakkor arra nem volt rávehető, hogy a normann prelátusok fényes öltözékét viselje. 87 éves korában hunyt 1095-ben. A Római katolikus egyház szentként tiszteli, és január 19-én üli emléknapját.